# 红石 (自然村)
红石是中国广东省广州市从化区的一个自然村。在太平镇东面约12千米，是红石村的驻地。该村始建于明代，原名为“乌石洞” 。在文化大革命期间，因当时认为“乌”代表黑色，与革命潮流相悖，而红色象征革命，遂将村名更改为红石。1998年时，全村人口905人。